# 陆海霞
陆海霞（1963年—），浙江金华人，汉族，中华人民共和国政治人物、第十二届全国人民代表大会山东地区代表。
毕业于上海铁道大学铁道信号专业。加入中国共产党。2013年，担任全国人大代表。